# 小行星8856
小行星8856（8856 Celastrus）是一颗绕太阳运转的小行星，为主小行星带小行星。该小行星于1991年6月6日发现。

## 轨道参数
小行星8856的轨道半长轴为2.3478494 UA，离心率为0.097。